# Daphne mezereum
El mezereón  o matacabras (Daphne mezereum) es un arbusto de la familia de las timeleáceas.

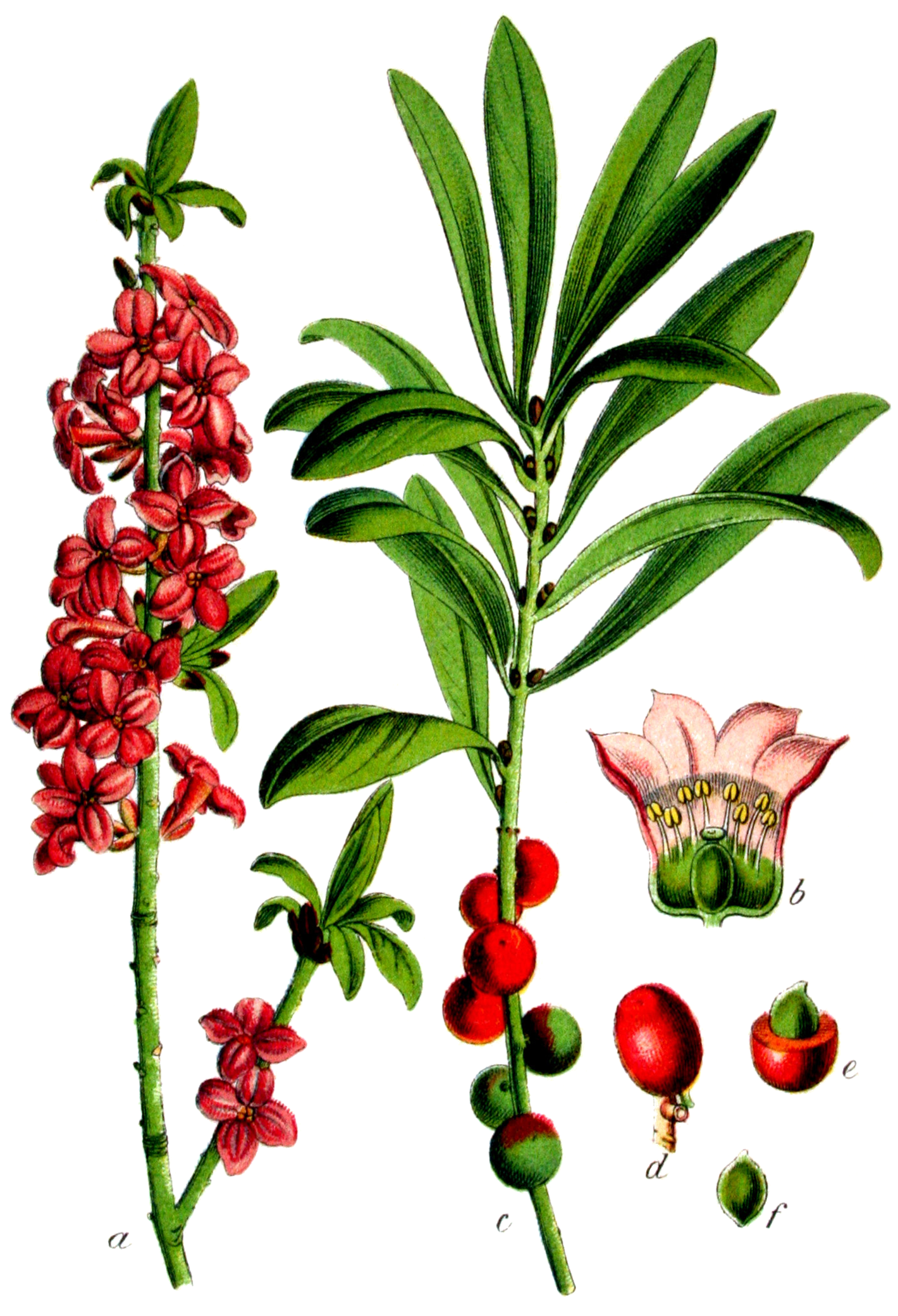
Ilustración

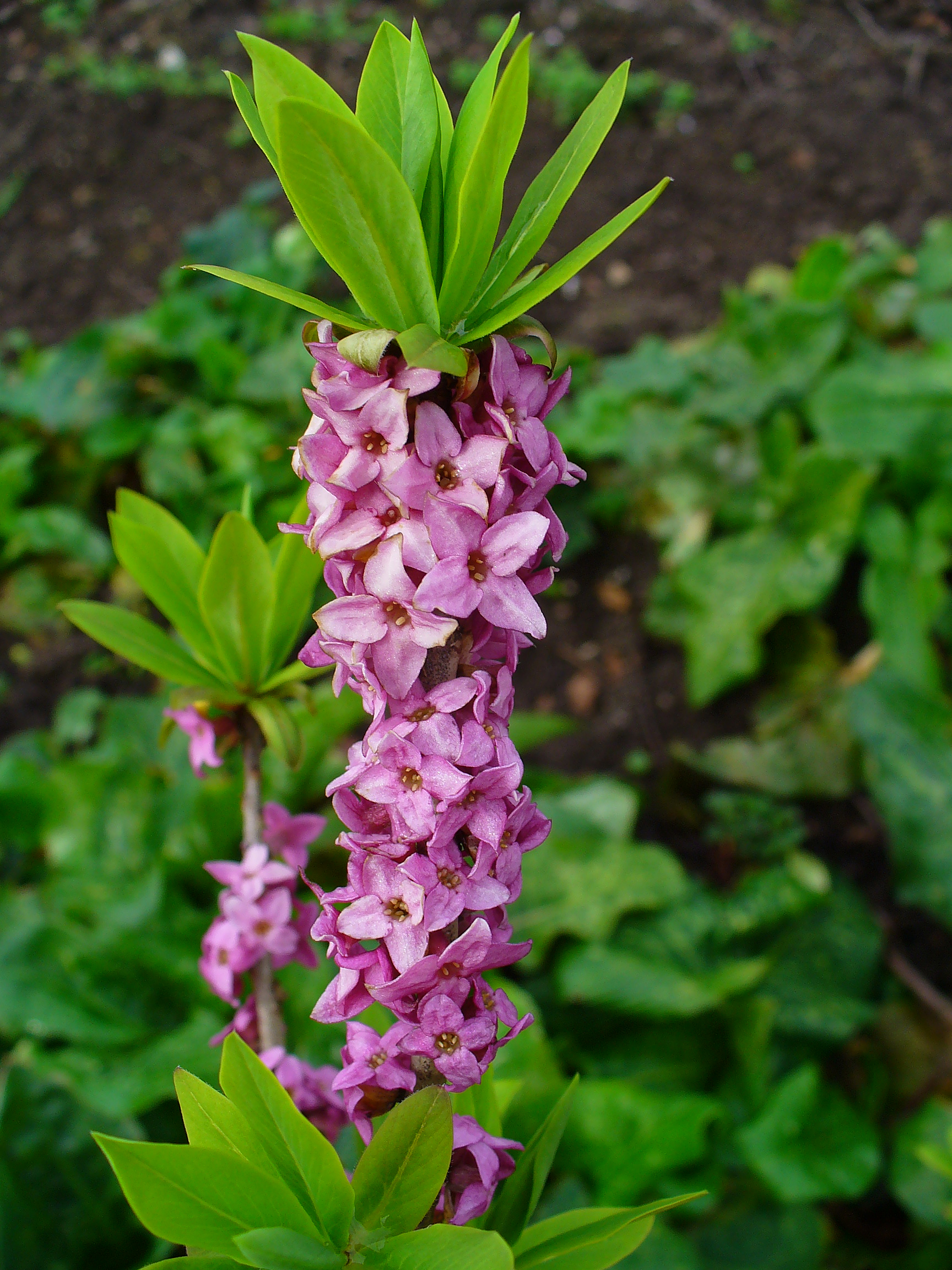
Inflorescencia

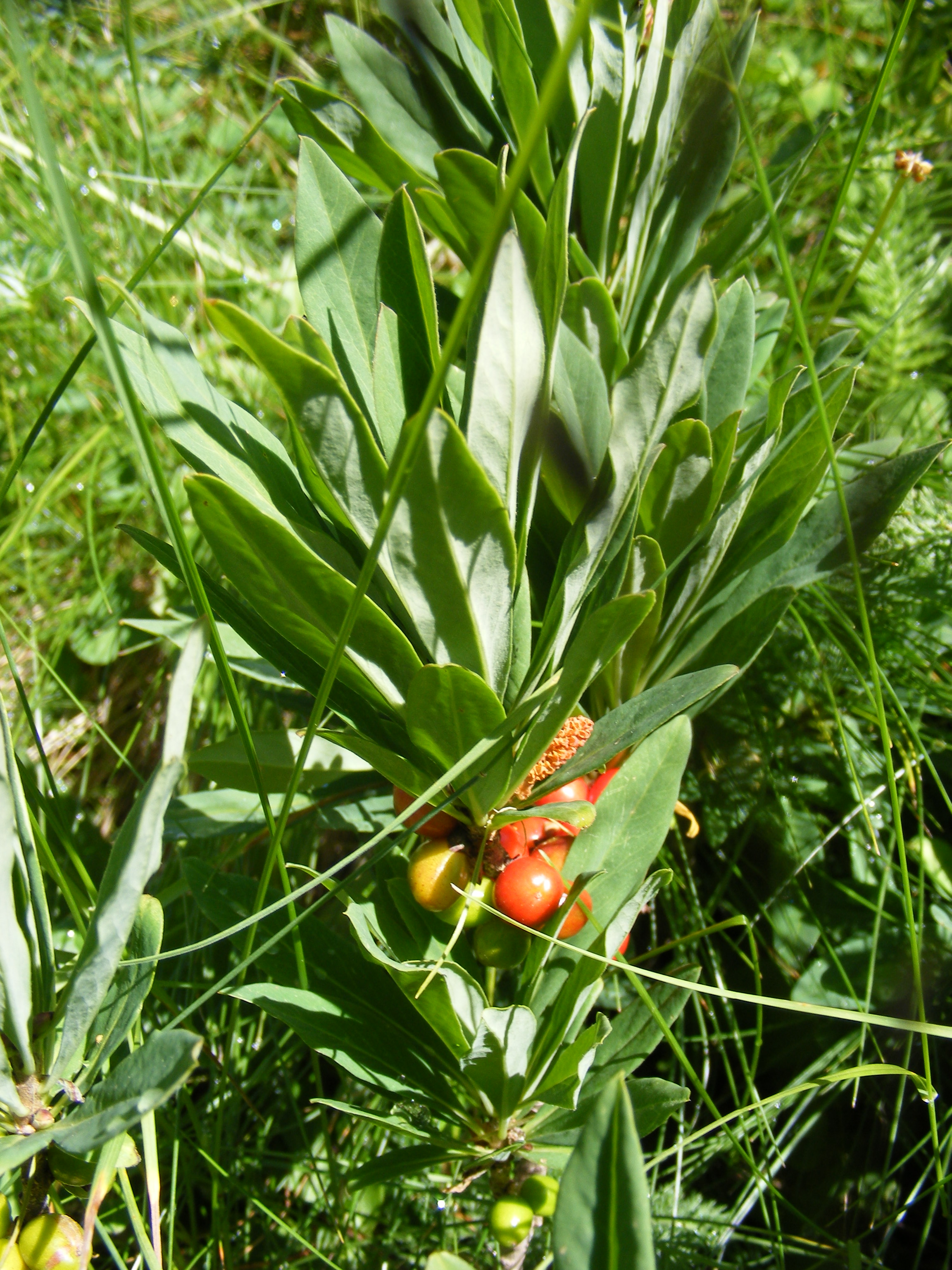
Vista de la planta

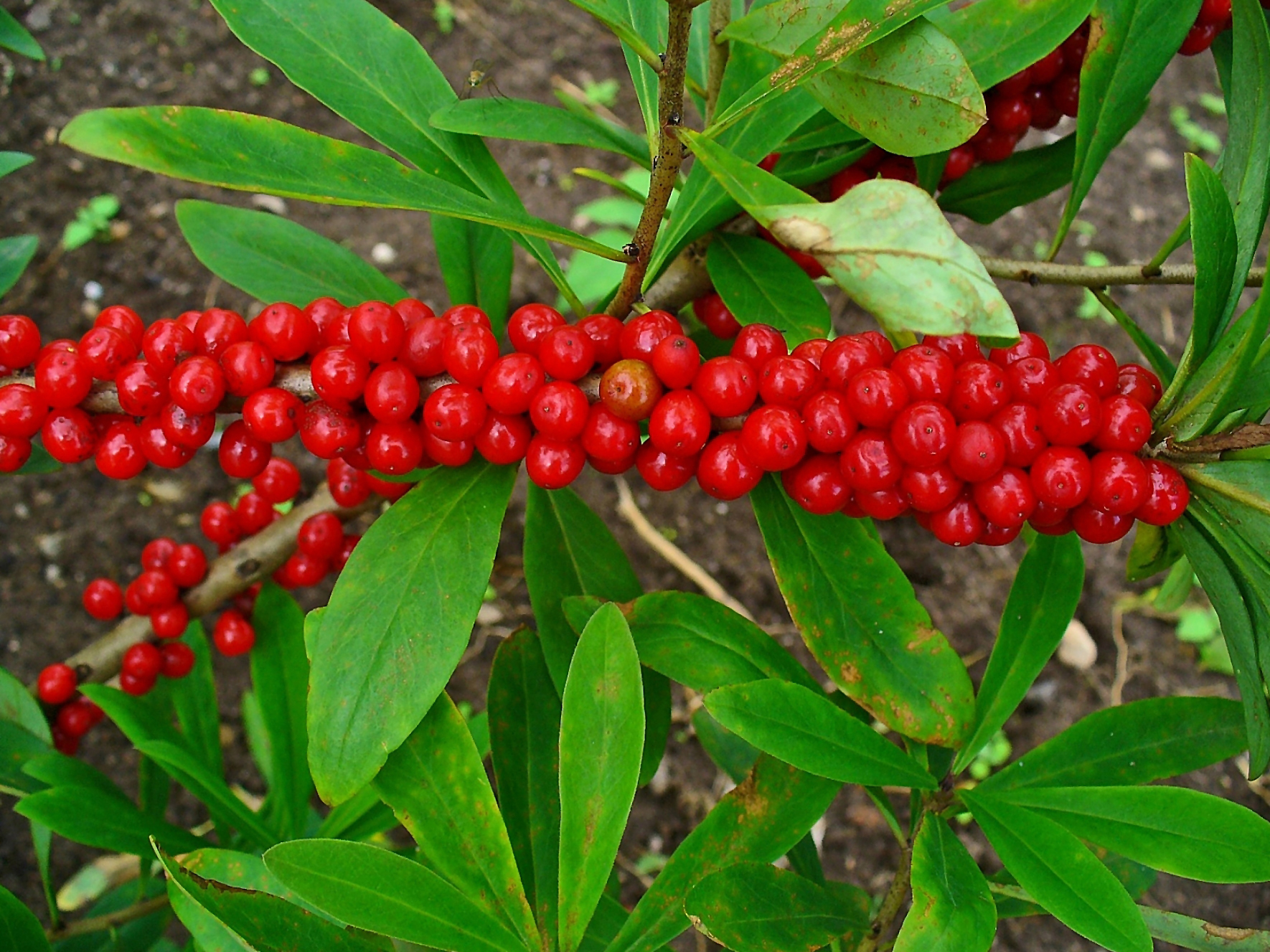
Frutos

## Características
Es un arbusto perennifolio de más de un metro de altura, con ramas grisáceas. Las hojas son lanceoladas, brevemente pecioladas, glaucas por la cara inferior. Las hojas aparecen en la planta después de la floración y simultáneamente a los frutos. Las flores son de color rosa intenso reunidas en grupos, acompañadas en la base de pequeñas brácteas membranosas.  Florece al final del invierno. Sus pequeñas flores entre rosa y malva recubren las ramas de los arbustos de más de un año. Su perfume es también muy intenso.  Sus hermosos frutos son venenosos.

## Usos y cultivo
Es utilizada para adornar jardines rocosos o rocallas. Necesita la luz, con pleno sol o media sombra. Crece muy bien en suelos alcalinos (calizos) pero no tanto en suelos arcillosos. Este arbusto necesita una localización fresca y riego regular, más frecuente durante la estación calurosa, de modo que el terreno se mantenga constantemente fresco. Hay que podarlo moderadamente pues se resiente ante cualquier acción.  Se propaga mejor por estacas con hojas colocadas en un medio de arena y turba (en proporción 2:1) en invernadero, y que se tomen en el verano del crecimiento de la estación en curso, parcialmente maduro.  Las sustancias estimuladoras de crecimiento en ocasiones son útiles. También se puede reproducir haciendo acodos en primavera de ramas de la estación anterior que se remueven hasta la prima vera siguiente.  No se trasplanta con facilidad y se debe mover sólo cuando las plantas son jóvenes.

## Hábitat
Praderas pedregosas por encima de los bosques y claros de bosques de hayas , robles, abetos y pino negro. Necesita suelos con cierta humedad en verano, aunque puede vivir entre rocas.

## Distribución
Europa y el suroeste y centro de Asia. En España en los Pirineos en el Montseny y  en la Sierra de Gúdar. En los Alpes alcanza los 2000 m s. n. m.

## Observaciones
Sus frutos resultan muy tóxicos, afectando gravemente a cabras y caballos.

## Propiedades
Es usada como rubefaciente, vesicante y diurético.
La corteza tiene un efecto estimulante, sudorífico, abortivo, antisifilítico. Las semillas purgante.
Se usa externamente en ungüentos antirreumáticos o emplastes vesicatorios, aunque a menudo se producen eritemas y flictemas.
En homeopatía se usa en algunas dermatosis e inflamaciones, como tintura o dinamización, y en dinamización estricta para el tratamiento de enfermedades asociadas con la heredosífilis (eczema, herpes zona, impétigo etc.), siendo útiles la 6c y la 30c dinamizaciones de uso comercial.
No usar internamente, puede producir ardor y ulceración en la boca y en el estómago, hinchazón de las mucosas, vómitos y diarreas, delirio, colapso y en casos graves la muerte(10 o 12 bayas).
Intentar producir el vómito y buscar atención hospitalaria.
Principios activos
Contiene dafnina, mezereína, aldehído mezerínico, mucílago, aceite, cera.

## Taxonomía
Daphne mezereum fue descrita por Linneo y publicado en Species Plantarum 1: 356, en el año 1753. (1 de mayo de 1753)
Etimología
Daphne; nombre genérico que lo encontramos mencionado por primera vez en los escritos del médico, farmacéutico y botánico griego que practicaba en la antigua Roma; Dioscórides (Anazarba, Cilicia, en Asia Menor, c. 40 - c. 90). Probablemente en la denominación de algunas plantas de este género se recuerda la leyenda de Apolo y Dafne. El nombre de Daphne en griego significa "laurel", ya que las hojas de estas plantas son muy similares a las del laurel.
mezereum: epíteto del nombre de un sinónimo del género Daphne.
Sinonimia
| - Daphne albiflora J.P.Wolff - Daphne florida Salisb. - Daphne houtteana Lindl. & Paxton - Daphne lateriflora Raf. - Daphne lateriflora St.-Lag. - Daphne liottardi Vill. - Laureola foemina Garsault [Invalid] - Mezereum officinarum C.A. Mey. - Thymelaea mezereum (L.) Scop. - Thymelaea praecox Gilib. |

## Nombre común
- Castellano: laureola hembra, leño gentil, matacabras, mecereon.[7]
- hoja de san Pedro[8]